# Patrick Groc
Patrick Groc (Neuilly-sur-Seine, 6 de septiembre de 1960) es un deportista francés que compitió en esgrima, especialista en la modalidad de florete.
Participó en tres Juegos Olímpicos de Verano entre los años 1984 y 1992, obteniendo una medalla de bronce en Los Ángeles 1984 en la prueba por equipos. Ganó dos medallas de plata en el Campeonato Mundial de Esgrima en los años 1982 y 1987.

## Palmarés internacional
| Juegos Olímpicos   | Juegos Olímpicos             | Juegos Olímpicos  | Juegos Olímpicos    |
| Año                | Lugar                        | Medalla           | Prueba              |
| ------------------ | ---------------------------- | ----------------- | ------------------- |
| 1984               | Los Ángeles (Estados Unidos) | Medalla de bronce | Florete por equipos |
| Campeonato Mundial |                              |                   |                     |
| Año                | Lugar                        | Medalla           | Prueba              |
| 1982               | Roma (Italia)                | Medalla de plata  | Florete por equipos |
| 1987               | Lausana (Suiza)              | Medalla de plata  | Florete por equipos |